# Лео Бенгаккер
Лео Бенгаккер (нід. Leo Beenhakker; 2 серпня 1942, Роттердам — 10 квітня 2025) — нідерландський футбольний тренер.
Найбільших досягнень здобув як тренер мадридського «Реалу», з яким став триразовим чемпіоном Іспанії, а також вигравав національний кубок та суперкубок. Також разом з нідерландськими грандами «Аяксом» та «Феєнордом» вигравав чемпіонат Нідерландів, а з роттердамським клубом ще й національний суперкубок.
Бенгаккер помер у віці 82 років 10 квітня 2025 року.

## Кар'єра тренера
У віці 25-років голландець почав тренерську діяльність. Попрацювавши другим тренером в «Епе» і «Гоу Ехед Іглз», повноцінно очолив «Вендам», де пропрацював три роки. Після цього Лео працював головним тренером в «Камбюрі» та «Гоу Ехед Іглз», а 1978 року продовжив роботу в юнацьких командах «Феєнорда».

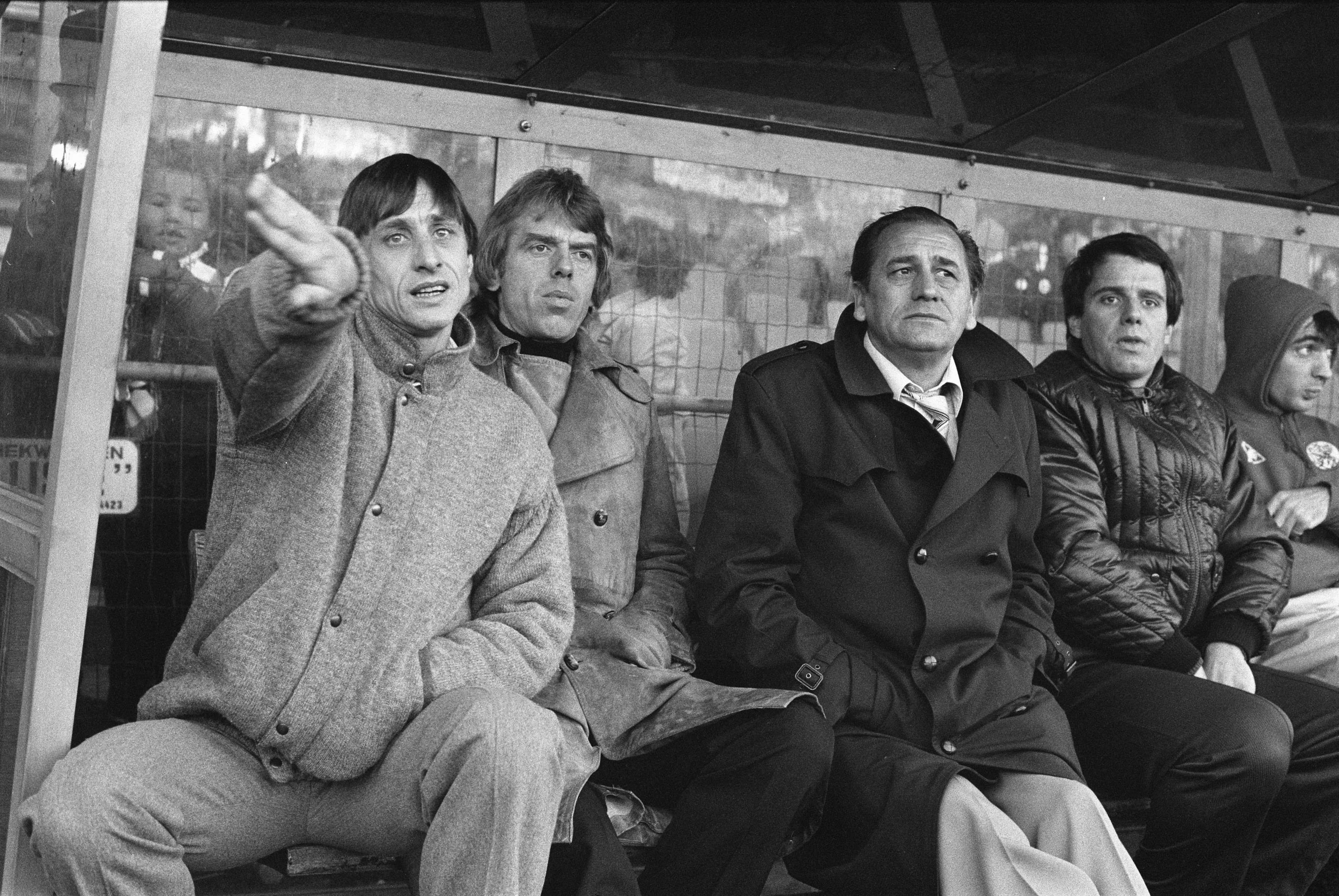
Лео Бенгаккер (другий зліва) як тренер «Аякса» поряд з Йоганом Кройфом під час гри проти «Твенте». 30 листопада 1980 року

1979 року Бенгаккер очолив столичний «Аякс». Під його керівництвом «євреї» 1980 року стали чемпіонами країни та дійшли до півфіналу Кубка європейських чемпіонів. Проте вже наступного року Бенгаккер вирушив до Іспанії, очоливши «Реал Сарагоса». Закордонне відрядження не принесло бажаних результатів і 1984 року Лео повернувся додому, очоливши «Волендам».
Попрацювавши недовго 1985 року у збірній Нідерландів, яку не зумів вивести на чемпіонат світу 1986 року, Бенгаккер несподівано прийняв пропозицію очолити мадридський «Реал». За три сезони з нідерландським спеціалістом «королівський клуб» завоював три чемпіонські титули, а також національний кубок (1989) та суперкубок (1988).
Після цього Лео знову повернувся на батьківщину та завоював другий у своїй кар'єрі чемпіонський титул з «Аяксом». Паралельно з цим 1990 року Бенгаккер вдруге очолив збірну «тюльпанів», яка закінчила груповий етап чемпіонату світу на третьому місці, а в 1/8 фіналу програла Німеччині з рахунком 2-1. Відповідаючи на питання, чому команда виступила так невдало, Бенхаккер заявив: «В команді було стільки проблем, що я просто не міг їх контролювати. Але весь світ знає лише про четверту їх частину, про інші 75 % я краще промовчу».
По завершенні роботи з «Аяксом», голландець ненадовго повернувся в «Реал Мадрид». Потім керував швейцарським «Грассгоппером», збірною Саудівської Аравії, турецьким «Істанбулспором» та мексиканськими «Америкою» та «Гвадалахара», проте в жодній з команд надовго не затримувався.

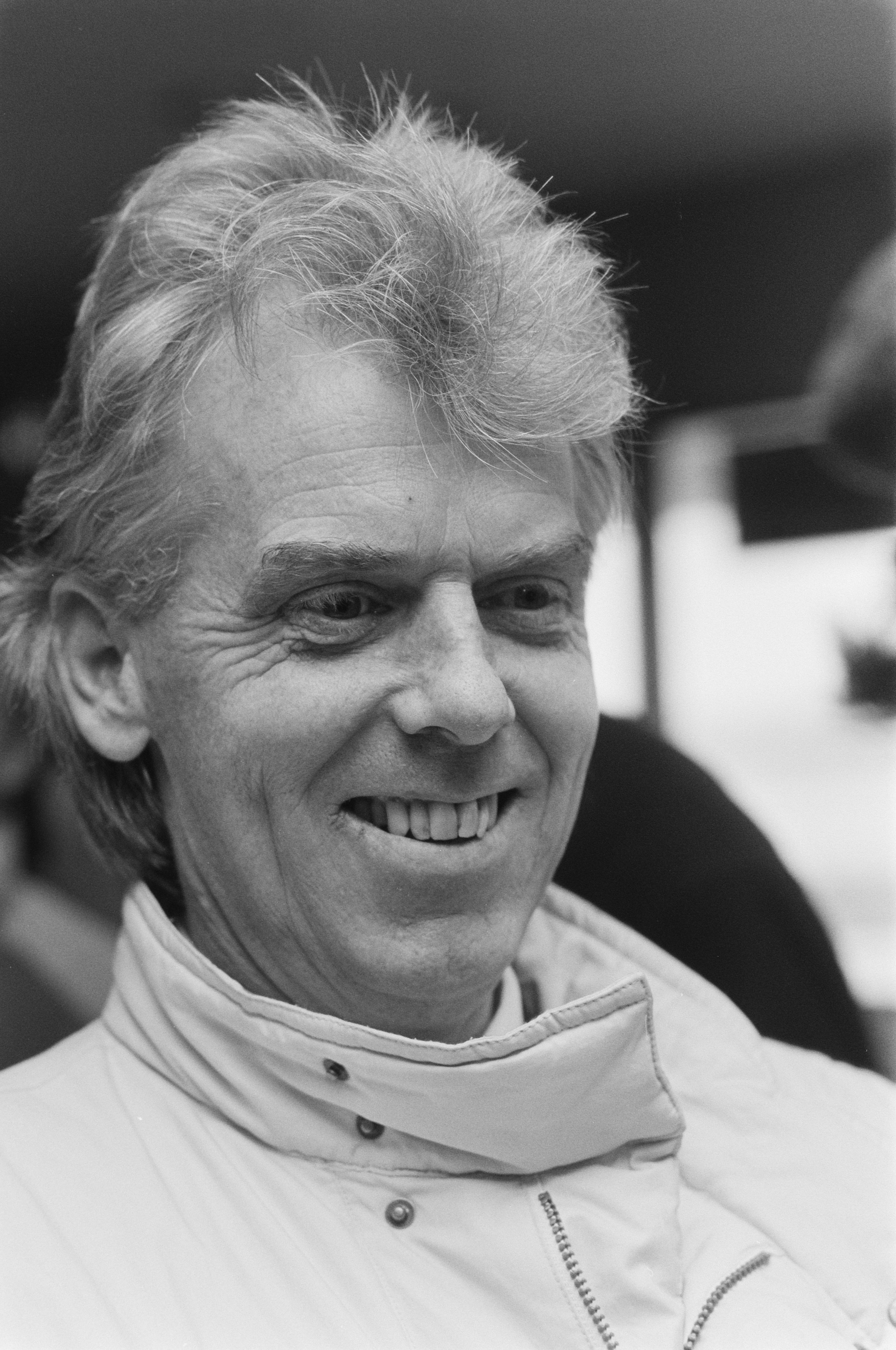
Лео Бенгаккер під час роботи в «Реалі». 9 лютого 1989 року

1996 року Бенгаккер знову повернувся на батьківщину, очоливши «Вітесс», а вже наступного року став головним тренером «Феєнорда». Разом з цим клубом в сезоні 1998–99 Лео втретє в своїй кар'єрі виграв чемпіонат Нідерландів.
З 2000 року по 2003 рік Лео Бенгаккер обіймав посаду технічного директора команди «Аякса». У цей період саме з його подачі був звільнений тренер Ко Адріансе та поставлений на його місце Рональд Куман.
2003 року Бенгаккер знову очолив мексиканську «Америку», але вже наступного року повернувся на батьківщину і став технічним директором «Де Графсхапа».
В квітні 2005 року став головним тренером збірної Тринідаду і Тобаго. В липні того ж року керував збірною на Золотому кубку КОНКАКАФ, де острів'яни здобули лише дві нічиї і завершили виступи на останньому місці у групі. Проте паралельно у відборі на чемпіонат світу 2006 року тринідадці зайняли 4 місце у групі, а в плей-оф здолали збірну Бахрейну 2:1 за сумою двох матчів та вперше в своїй історії пробились на «мундіаль». Під час турніру в Німеччині його збірна Тринідаду в першому матчі справила фурор, зігравши внічию зі шведами. «Люди питають мене, що я думаю про перспективу зіграти з Німеччиною в 1/8 фіналу,- говорив тоді Лео.- Але хто зараз може бути впевнений в тому, що німці вийдуть з групи!». Проте у наступних двох матчах остров'яни поступилися по 0:2 англійцям і парагвайцям та покинули турнір. Попри це, результат збірною був визнаний як дуже позитивний.
Після закінчення чемпіонату світу у головного тренера була маса варіантів подальшого працевлаштування. Федерація футболу Тринідалу і Тобаго розраховувала, що голландський фахівець продовжить вельми успішну роботу з командою, також австралійські керівники футболу шукали заміну Гусу Гіддінку, що підписав контракт з Російським футбольним союзом. Але найбільш приваблива пропозиція надійшла від поляків. Глава Польського футбольного союзу Міхал Лісткевич пообіцяв довгу та спокійну роботу з національною збірною, на яку Бенгаккер і погодився.
Паралельно з роботою у збірній, 5 травня 2007 року, «Феєнорд» найняв Лео Бенгаккера, щоб той провів з командою міні-турнір, де на кону стояла путівка в Кубок УЄФА. Але команда програла в першому ж матчі «Гронінгену» 3:2 та вилетіла.

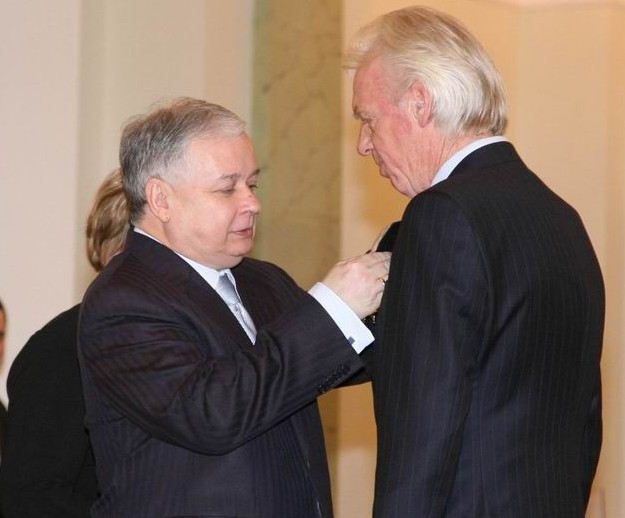
Президент Польщі Лех Качинський нагороджує Бенгаккера Орденом Відродження Польщі. 20 лютого 2008 року

У відбірковому циклі до Євро-2008 збірна Польщі під керівництвом нідерландця зайняла перше місце у групі та вперше в своїй історії завоювала право виступати в головному змаганні континенту, випередивши грізних португальців та сербів. За це Бенгаккер був нагороджений Орденом Відродження Польщі 4 ступеня, а тижневик Wprost визнав його Людиною року-2007. На чемпіонаті Європи поляки здобули лише одне очко і зайняли останнє місце у групі, проте контракт з Бенгаккером був продовжений до кінця 2008 року з ціллю виходу на чемпіонат світу 2010 року. Проте у відборі на «мундіаль» збірна Польщі зайняла передостаннє п'яте місце у групі, а Бенгаккер навіть не допрацював цикл і був звільнений за два тури до кінця, коли «кадра» втратила всі шанси на вихід. Рішення про звільнення тренера публічно оголосив президент футбольної асоціації Польщі Гжегож Лято відразу після програного збірній Словенії з рахунком 0:3 матчу в Маріборі 9 вересня 2009 року.
Після його відходу зі збірної Польщі, Лео був названий спортивним директором «Феєнорда», де працював до 30 червня 2011 року. Після цього Бенгаккер узгодив трирічний контракт з угорським «Уйпештом», де був офіційно представлений як новий спортивний директор 29 липня 2011 року. Проте вже в жовтні того ж року його контракт був розірвагний, після того, як бельгійський бізнесмен Родерік Дюшатле купив клуб.
19 червня 2013 року стало відомо, що на час Золотого кубка КОНКАКАФ Бенгаккер повернеться до роботи зі збірною Тринідаду і Тобаго, цього разу в ролі технічного директора. Після турніру, на якому тринідадці дійшли до чвертьфіналу, голландський спеціаліст і надалі лишився на своїй посаді.

## Титули і досягнення

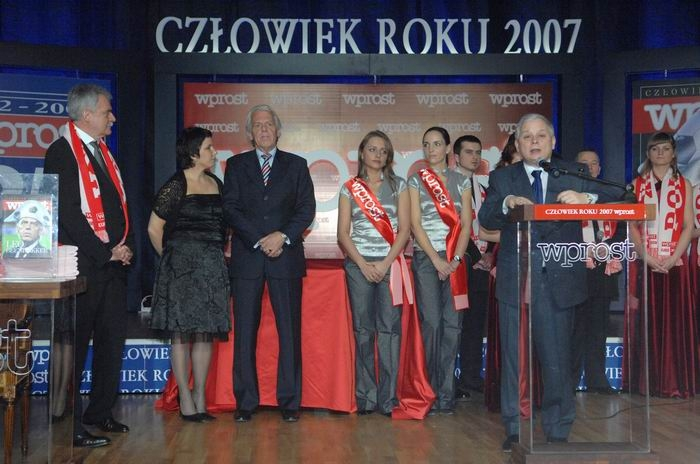
Лео Бенгаккер (в центрі) на церемонії журналу Wprost «Людина року». 17 січня 2008 року

- Чемпіон Нідерландів (3):

«Аякс»: 1979-80, 1989-90: «Феєнорд»: 1998-99
- Чемпіон Іспанії (3):

«Реал Мадрид»: 1986-87, 1987-88, 1988-89
- Володар Кубка Іспанії (1):

«Реал Мадрид»: 1988-89
- Володар Суперкубка Іспанії (1):

«Реал Мадрид»: 1988
- Володар Суперкубка Нідерландів (1):

«Феєнорд»: 1999

### Індивідуальні
- Найкращий тренер Іспанії за версією журналу Don Balón: 1988
- Людина року в Польщі за версією тижневика Wprost: 2007
- Кавалер Ордена Відродження Польщі: 2008
- Приз футбольної спадщини (за внесок у розвиток футболу протягом кар'єри): 2010[14]